# Karel Bonaugure
Charles (Karel) Bonaugure (Mechelen, 3 december 1880 – aldaar, 3 november 1947) was een Belgische beeldhouwer en kunstschilder.

## Loopbaan
Bonaugure was leraar aan de Koninklijke Academie voor Beeldende Kunsten van Mechelen, in de tijd dat ook Theo Blickx, Ernest Wijnants, Philibert Mariën en Rik Wouters daar bedrijvig waren.
Hij was lid van de Mechelse kunstvereniging De Distel. In 1904 nam hij deel aan de tentoonstelling van het Lucasgilde in Mechelen.
Hij exposeerde ook in Nederland. Zo was in 1919 werk van hem te zien bij kunsthandel Unger en Van Mens in Rotterdam.
Hij was eerder bescheiden van aard, net als zijn familie. Resultaat was dat zijn kunstwerken niet de bekendheid kregen van zijn tijdgenoten. Zijn werk bleef in de schaduw staan van dat van zijn collega's die wel naam en faam maakten.
Museum Hof van Busleyden in Mechelen heeft werk van Bonaugure in de collectie.